# Elias Hügel

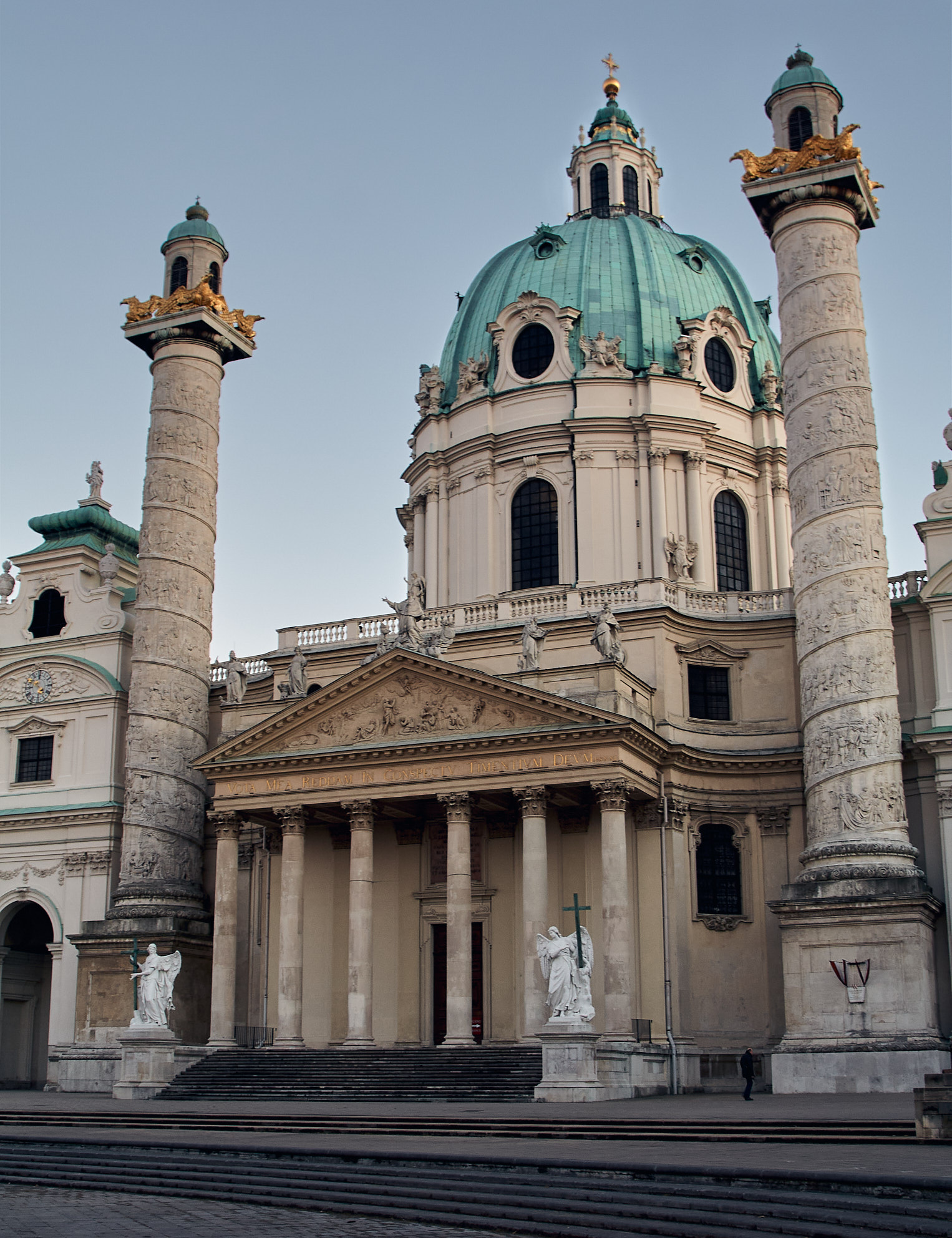
Wiener Karlskirche

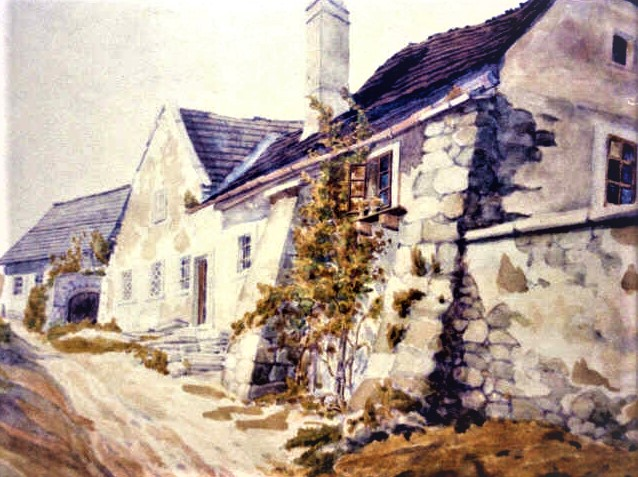
Haus des Elias Hügel, Johann Robert Victorin 1922

Elias Hügel (auch Högl; * 17. Juni 1681 in Gemünden am Main; † 22. August 1755 in Kaisersteinbruch, Ungarn, heute Burgenland) war ein deutsch-österreichischer Baukünstler und Bildhauer. Er war Hofsteinmetzmeister von Kaiser Karl VI. und Kirchenbaumeister des Stiftes Heiligenkreuz.
Elias Hügel erlernte die Steinmetzkunst im Kayserlichen Steinbruch am Leythaberg, einer italienisch-schweizerischen Künstlerkolonie seit ca. 1550. Er wurde Mitarbeiter der beiden österreichischen Architekten Johann Bernhard Fischer von Erlach und Johann Lucas von Hildebrandt, die beide in Rom studiert hatten, und reifte so zum Künstler.

## Leben

### Familie und Ausbildung
Elias Hügel wurde als Sohn des Gemündener Schusters Johann Franz Hügel geboren und war bei seiner Geburt ein Untertan von Peter Philipp Reichsgraf von Dernbach, zugleich Fürstbischof der Bistümer Bamberg und Würzburg.
Zwei seiner Brüder erlernten wie er das Steinmetz-Handwerk: Johann Gallus, der 1692 in Eggenburg (Niederösterreich) als Meister arbeitete, sowie Johann Jacob, der in Gemünden verblieb. Die Familie Hügel brachte auch in späteren Generationen noch viele Bildhauer und Baumeister hervor, angefangen mit den Nachkommen von Johann Gallus: Johann Caspar, Johann Georg und Georg Andreas, die alle weiter als Steinmetzmeister arbeiteten.

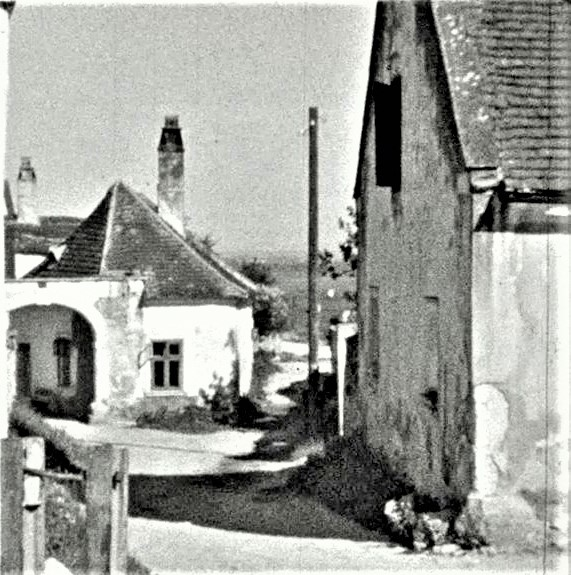
Haus des Elias Hügel Foto 1941

#### Heirat
Geselle Elias Hügel, 25 Jahre alt, heiratete am 14. November 1706 Maria Elisabetha Trumlerin, die 44 Jahre alt war, die Witwe von Martin Trumler. Trauzeugen waren Richter Passerini und Johann Carl Trumler, Wiener Steinmetzmeister, sowie Johann Georg Haresleben und Johann Wieser. 1709, als Meister der Bruderschaft, ließ sie ihn neben sich ins Grundbuch schreiben, mit einem Steinbruch und zwei Häusern.

#### Als Witwer Heirat in der Kapelle von Königshof
Hügels Ehefrau Maria Elisabetha starb am 5. September 1728, seine vier Stiefkinder Maria Regina, verheiratete Synnin, Franz, Ambrosius und Maximilian erhielten das mütterliche Erbe. Elias Hügel, 47 Jahre alt, heiratete am 26. Dezember 1728 Catharina Dirr, Tochter eines Breslauer Wirts. Die Trauung erfolgte im Beisein der Steinmetzmeister Simon Sasslaber, Franz Trumler, sowie von Franz Gritsch, Kastner der Herrschaft Königshof und Georg Fläschitz, herrschaftlicher Jäger. Das Paar war durch Pater Ladislaus Frieweiss, Profess von Stift Heiligenkreuz öffentlich copuliert worden.

### Nachkommen
Die Söhne starben, zwei Töchter heirateten in nobilitierte Kreise, Catharina Herrn Johann von Naszvady, Stuhlrichter des Wieselburger Comitats, und Maria Franziska den Franz Antoni Cichini, kaiserlicher Postmeister zu Wimpassing an der Leitha. Er wurde dann dort Dreißiger, und endete Laufbahn und Leben als Dreißiger von Preßburg.

## Handwerk der Steinmetzen und Maurer in Kaisersteinbruch
Am 20. Dezember 1714 genehmigte und erneuerte der Kaiser das eigenständige Handwerk der Steinmetzen und Maurer in Kaisersteinbruch.
Elias wurde 1694 Lehrling beim Hofsteinmetzmeister Ambrosius Ferrethi. Der Lehrherr starb am 20. Februar 1696, die Bruderschaft bestimmte Meister Martin Trumler als Nachfolger. Hügel begann im März 1700 bei Richter Giovanni Battista Passerini eine Ausbildung zum Bildhauer. In den Jahren arbeiteten sie an Aufträgen des Fürsten Liechtenstein in Wien.

### Salva Guardia-Privilegium
Kaiser Karl VI. erneuerte und bestätigte am 5. Dezember 1712 das Privilegium der Befreiung von militärischer Einquartierung den Meistern Johann Georg Haresleben, Sebastian Regondi, Johann Paul Schilck, Elias Hügel, Johann Baptist Kral und Simon Sasslaber (in dieser Reihenfolge).

#### Königin Maria Theresia gewährte das „Schwarzer Adler“-Privilegium
Das von ihrem Vater Kaiser Karl VI. gewährte Privilegium der Befreiung von militärischer Einquartierung wurde 1743 den Meistern Elias Hügel, Joseph Winkler, Johann Baptist Regondi, Maximilian Trumler, Johann Paul Schilck und Franz Trumler erneuert und bestätigt.

#### Kaiserliches Schreiben von Maria Theresia

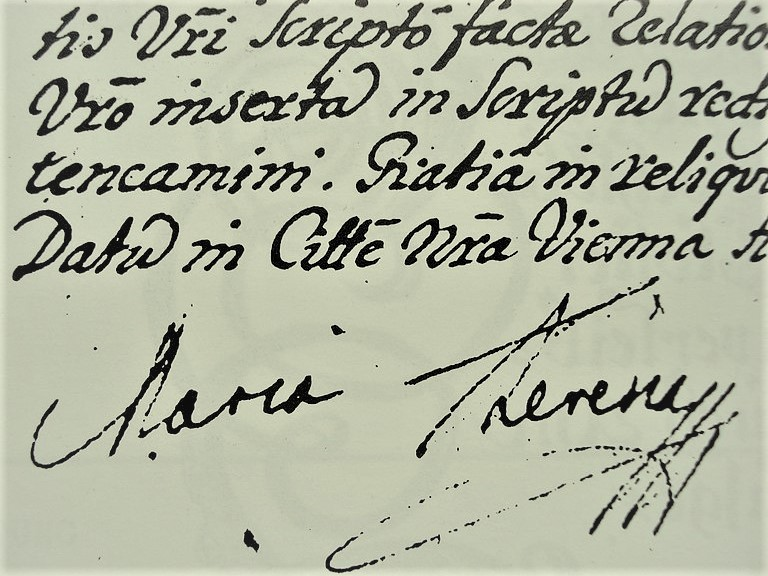
Unterschrift der Kaiserin und Königin

Als Richter wandte er sich an seine Kaiserin, Maria Theresia nahm am 6. März 1750 zu den Streitfragen zwischen Abt Robert Leeb vom Stift Heiligenkreuz und seinen Untertanen, den Bewohnern der Besitzung „Steinbruch“ Stellung. Sie fordert, dass eine mögliche Lösung der Streitfragen nicht zu einem Unrecht an den abgabepflichtigen Bewohnern führt … In gnädigem Wohlwollen, Eure Kaiserin und Königin.
Maria Theresia (Eigenhändige Unterschrift)
Graf Leopold von Nádasdy

### Kaiserliches Hofbauamt
Karl VI. ernannte 1716 Gundacker Ludwig Graf Althan zum Hofbaudirektor und unterstellte ihm alle Bauämter der Erblande. Graf Althan organisierte die Bautätigkeit des Hofes, Hügel war als Hofsteinmetzmeisters direkt dem Hofbauamt unterstellt.

### Karlskirche, Belvedere

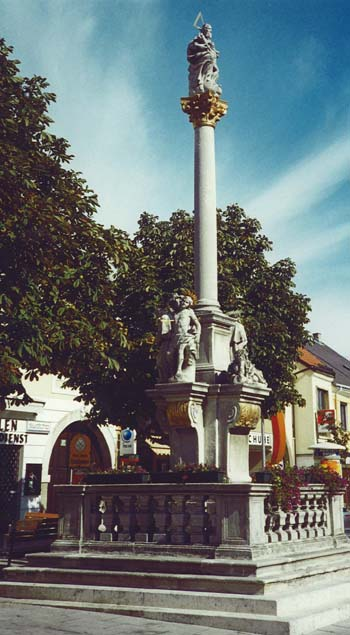
Pestsäule Neusiedl
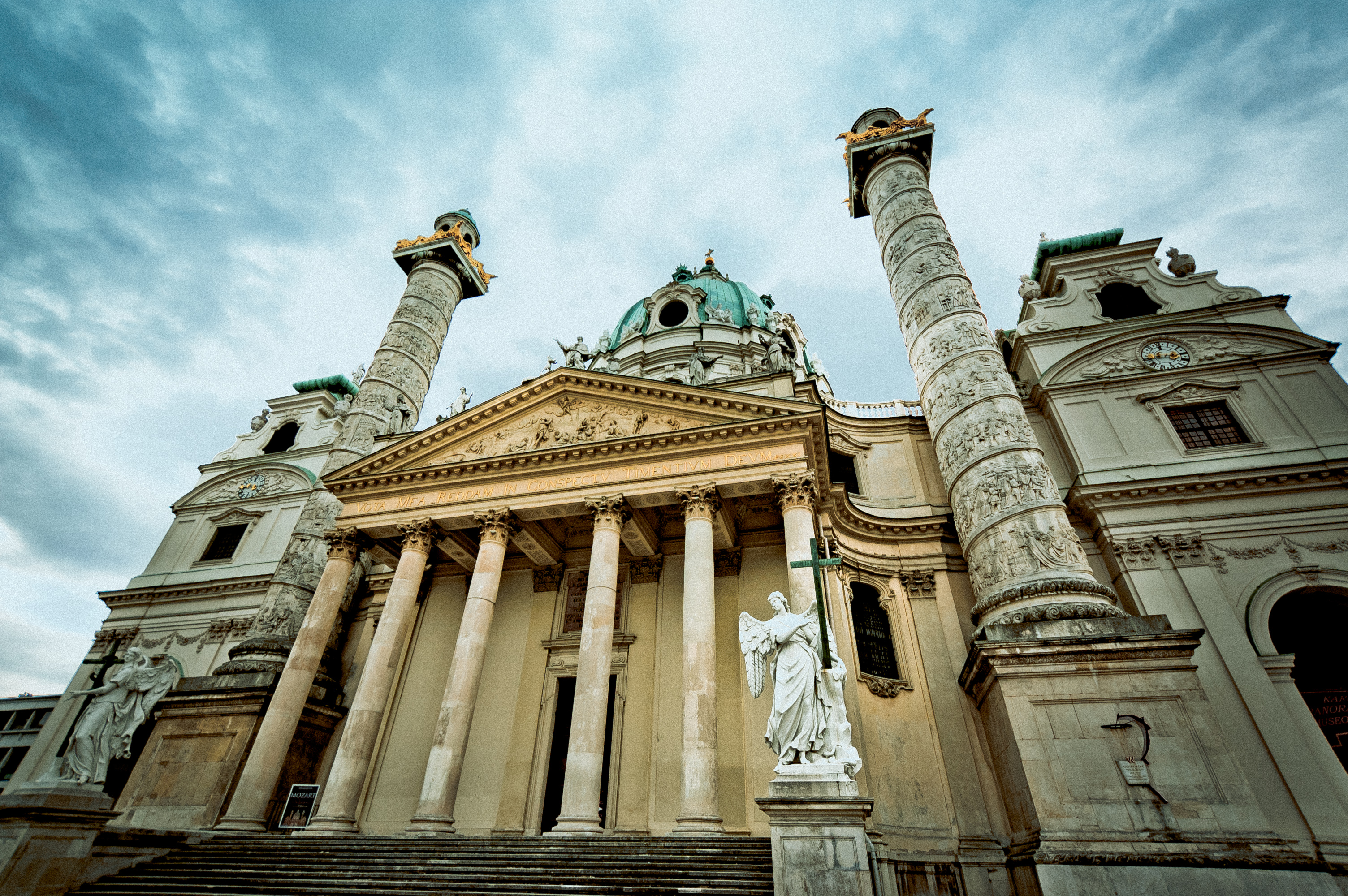
Karlskirche, 1715 Portale, Sockel
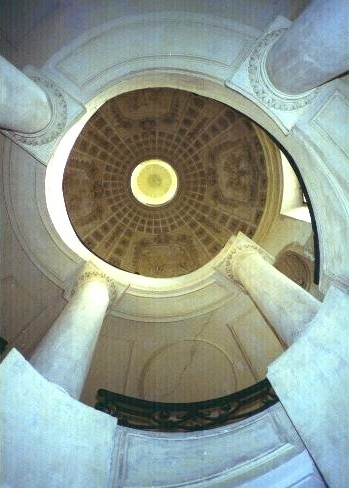
Kaisertreppe Karlskirche
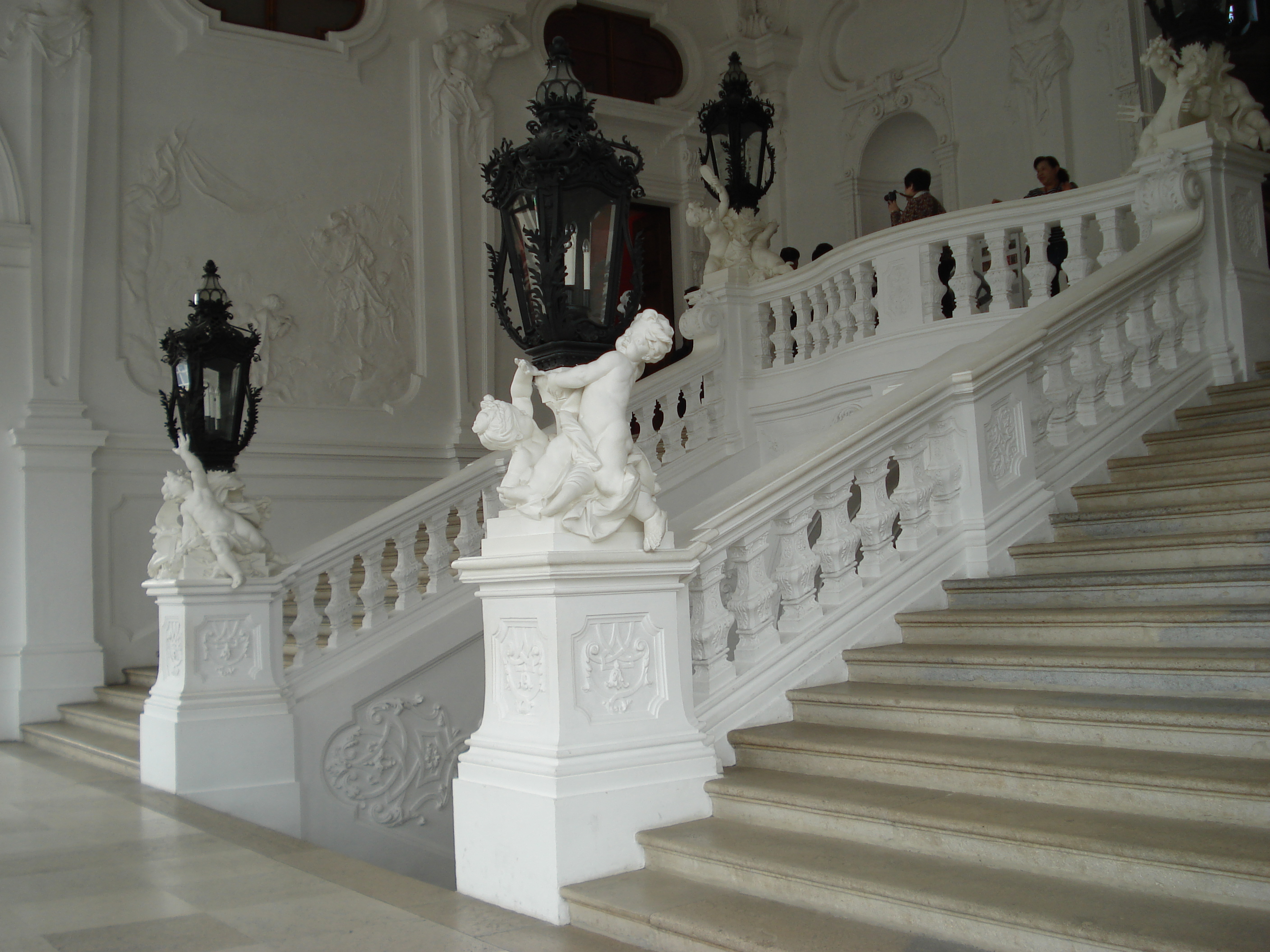
Oberes Belvedere, Prunktreppe
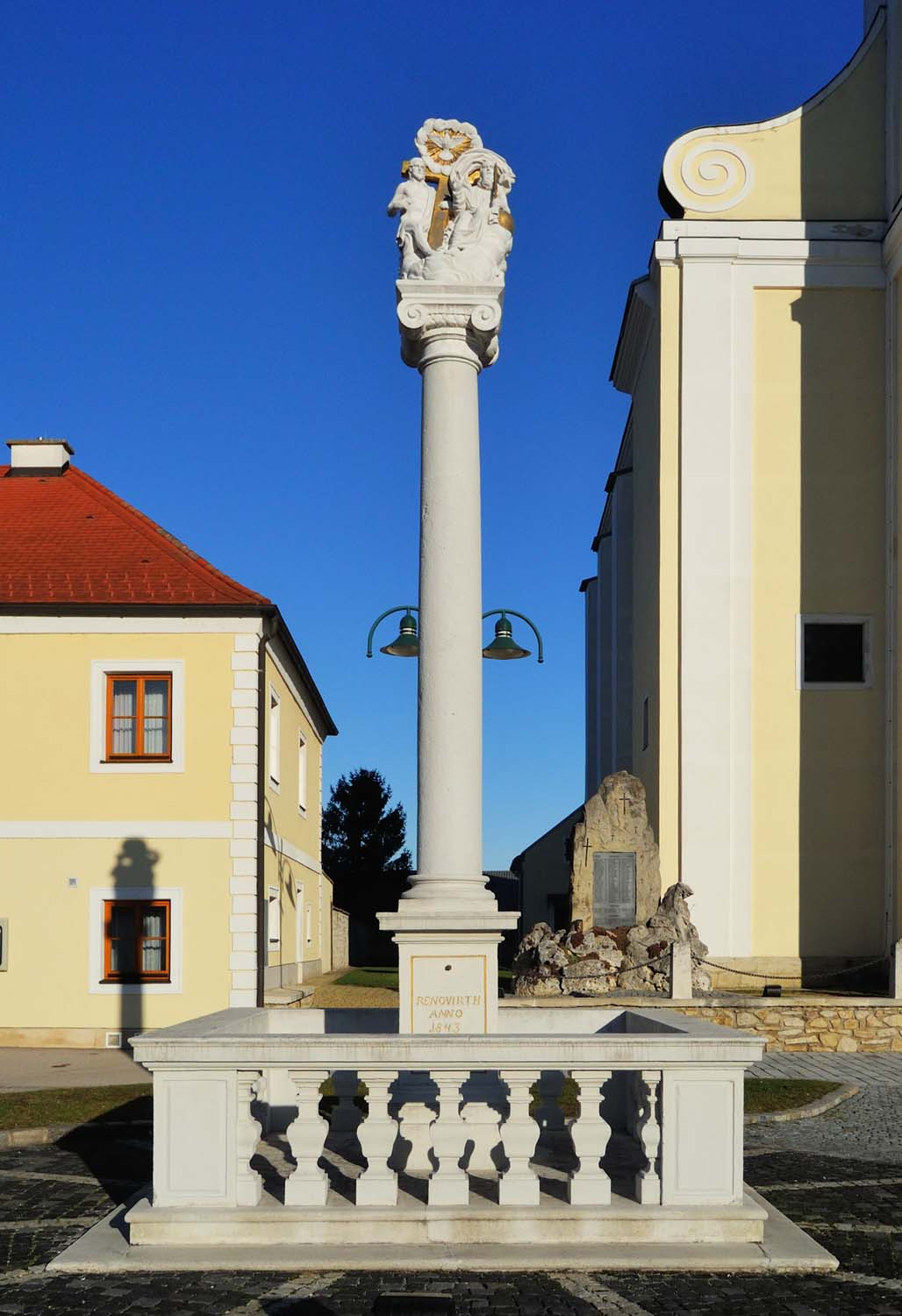
Sommerein

Die Steinmetzarbeiten im Steinbruch für die kaiserliche Kirche organisierte Meister Johann Georg Haresleben, Elias Hügel war sein Partner. Beide waren durch ihre Heiraten in den Ferrethi-Clan miteinander verbunden. Hügel übernahm nach Hareslebens Tod 1716 die Leitung. Die Steinmetzarbeiten in den Eggenburger Steinbrüchen mit dem weißen Bildhauerstein organisierten die Meister Andreas Steinböck und Franz Strickner.

### Richter von 1722 bis 1735
Hügel amtierte als Richter von 1722 bis 1735, seine Mitmeister in diesen Jahren waren Johann Paul Schilck, Johann Baptist Kral, Simon Sasslaber, Johann Wieser, Franz Trumler, Joseph Winkler, Johann Baptist Regondi und Maximilian Trumler.
1730 kaufte Hügel den Hausbruch mit dem besten Kaiserstein. Aus seinem Werkeverzeichnis ist zu erkennen, dass er ein großes Steinmetzunternehmen leitete, das alle anderen Kaisersteinbrucher Meister weit überragte. Im März 1735 starb Sohn Franz Daniel, von seinen fünf Kindern waren damit vier tot.
Die Inschriften auf den Grabplatten der Kinder Franz Daniel und Maria Elisabetha lauten:
ALHIER LIGDT BEGRABEN MARIA ELISABETA HIGELLIN IHRES ALTERS 2 JAHR 9 MONAT 24 TAG. IST GESTORBEN DEN 8. SEPTEMBER 1733. MEIN DOCHTER WIE HAST DU MICH BEDRIBT UND BIST SELBSTEN BEDRIBT WORDEN BIS IN DEN TODT.
ALHIER LIGDT BEGRABEN FRANTZ DANNIEL HIGEL SEINES ALTERS 8 MONATH, IST GESTORBEN DEN 16. MARTZI 1735. SOHN DIE WORDT DER GOTTLOSEN STELLEN DEM BLUT HEIMLIG NACH … VADTER VERZEIHE IHNEN, DAN DER HERR HAT MICH AUFGENOMMEN UMB MEIN UNSCHULT WILLEN UNDT HAT MICH VOR SEINEM ANGESICHT BE…TIGET EWIGLICH. PSALM.

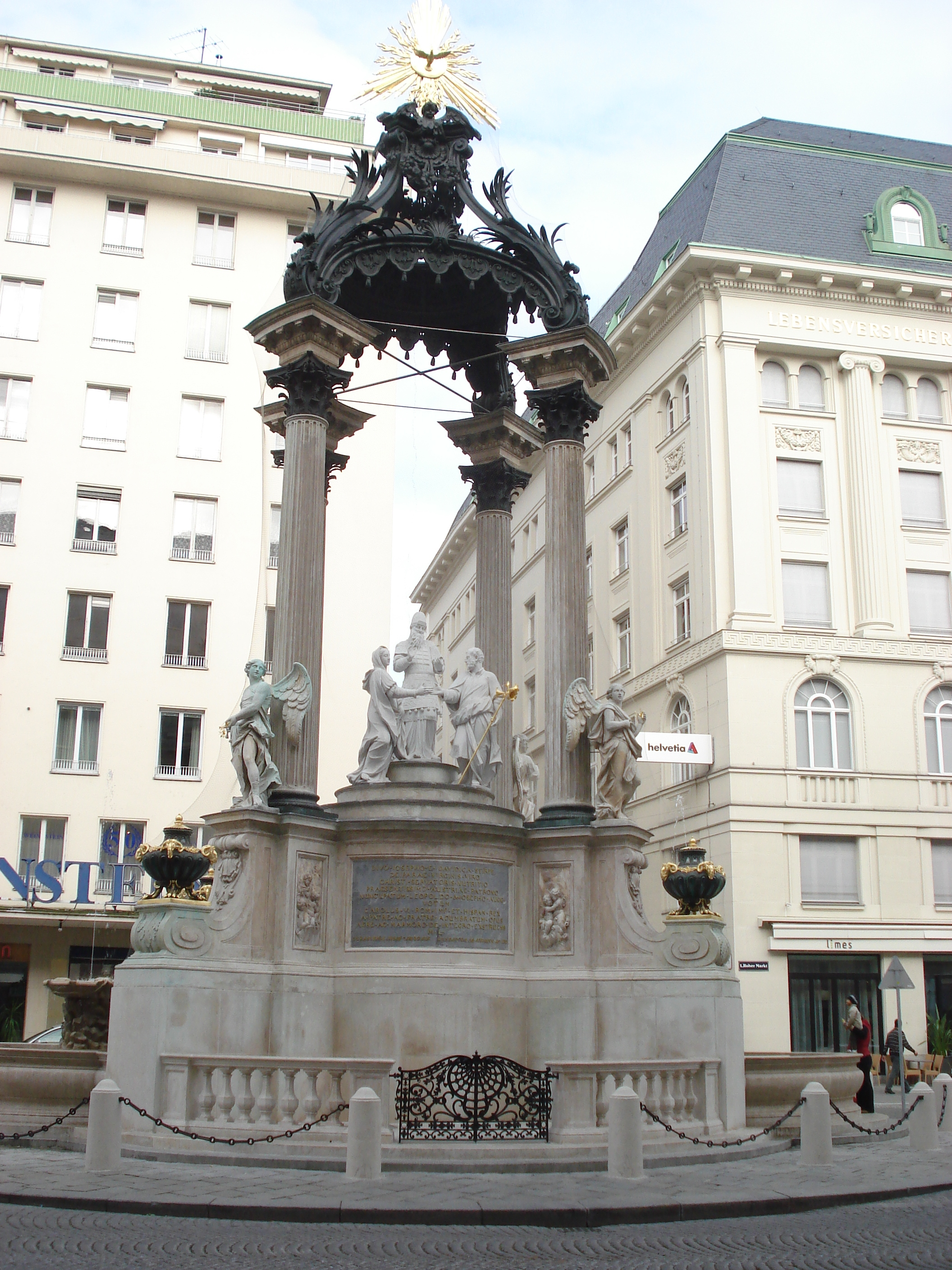
Architektur
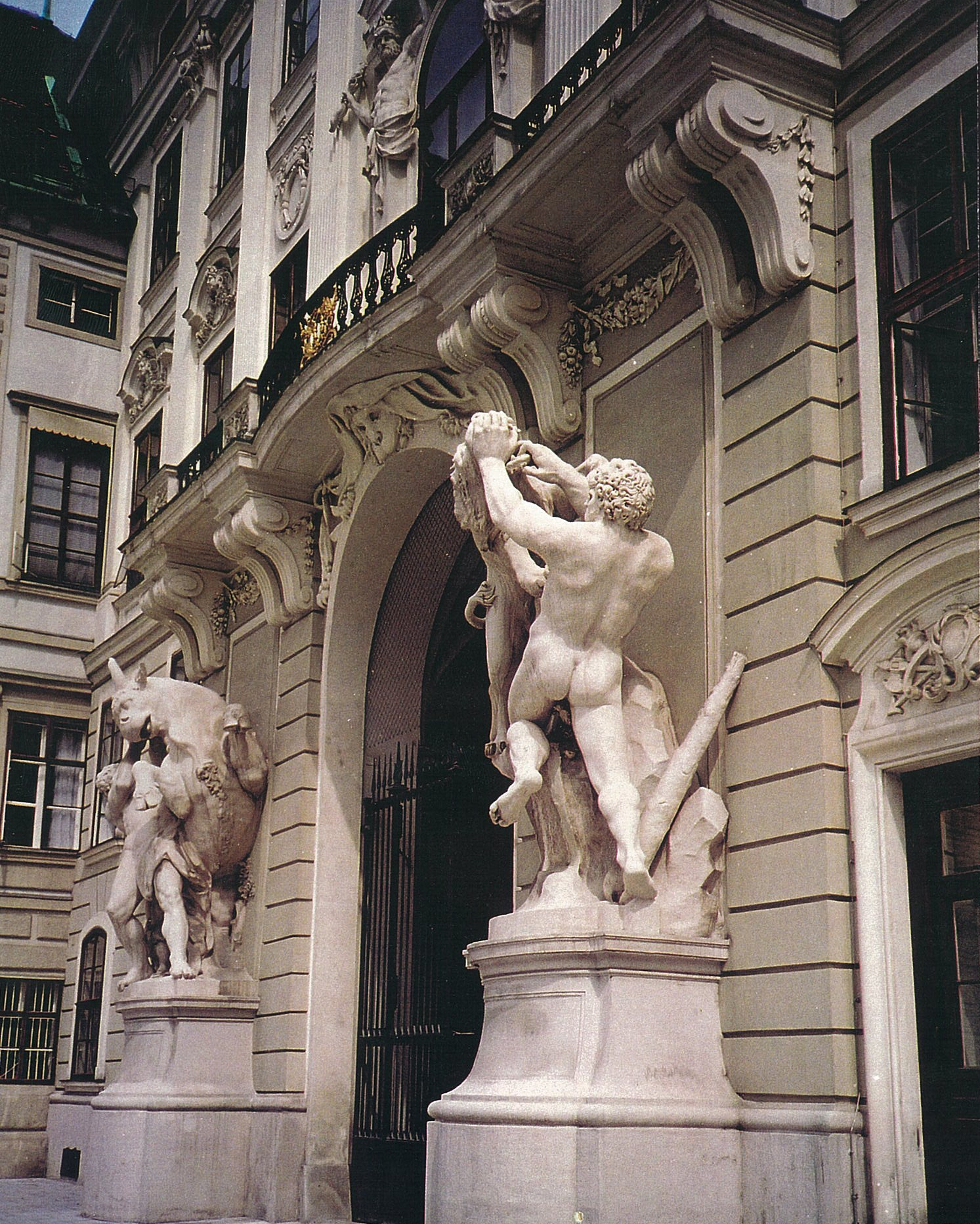
Hofburg, Reichskanzlei, Balkone
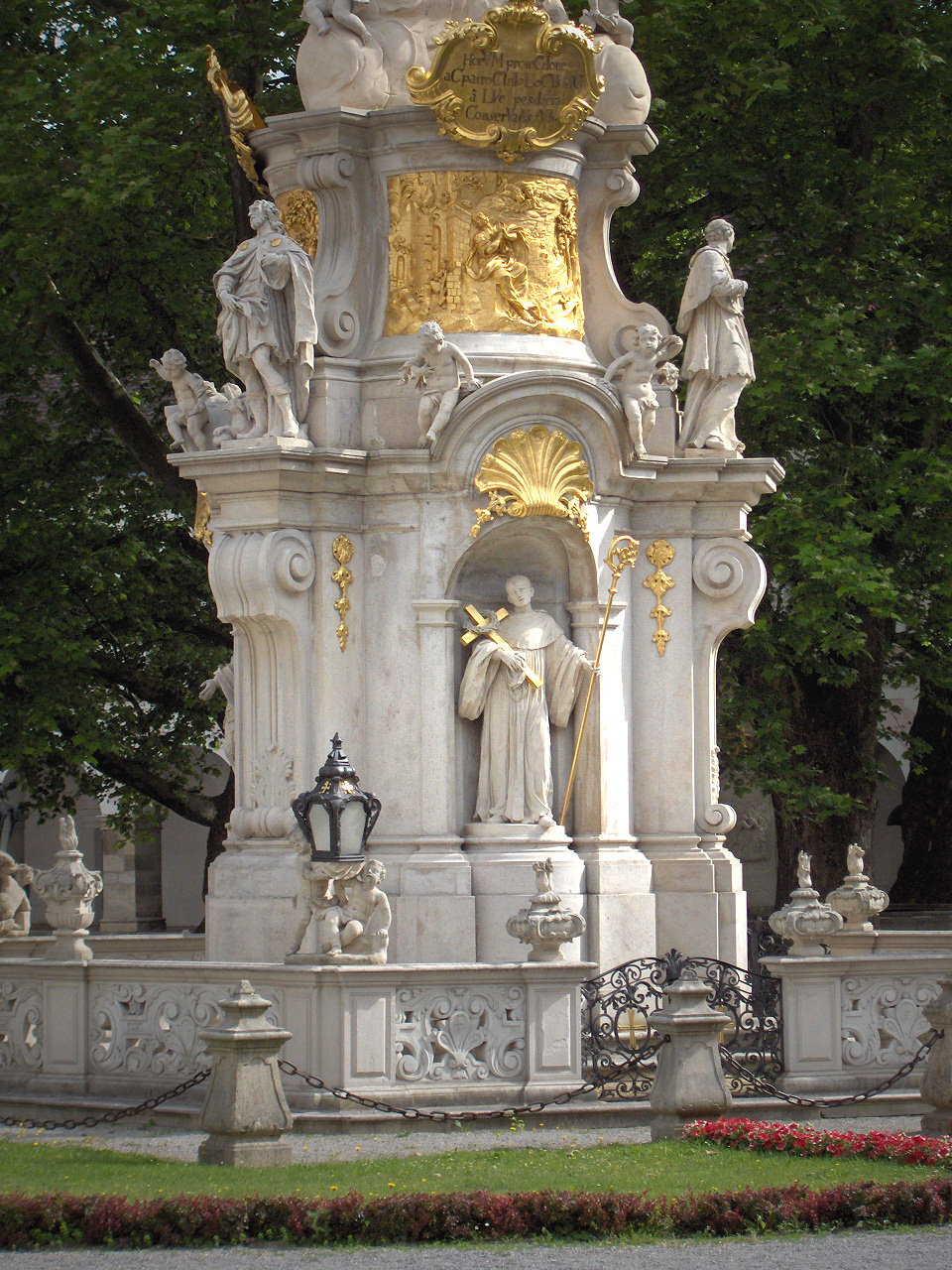
Großer Sockel
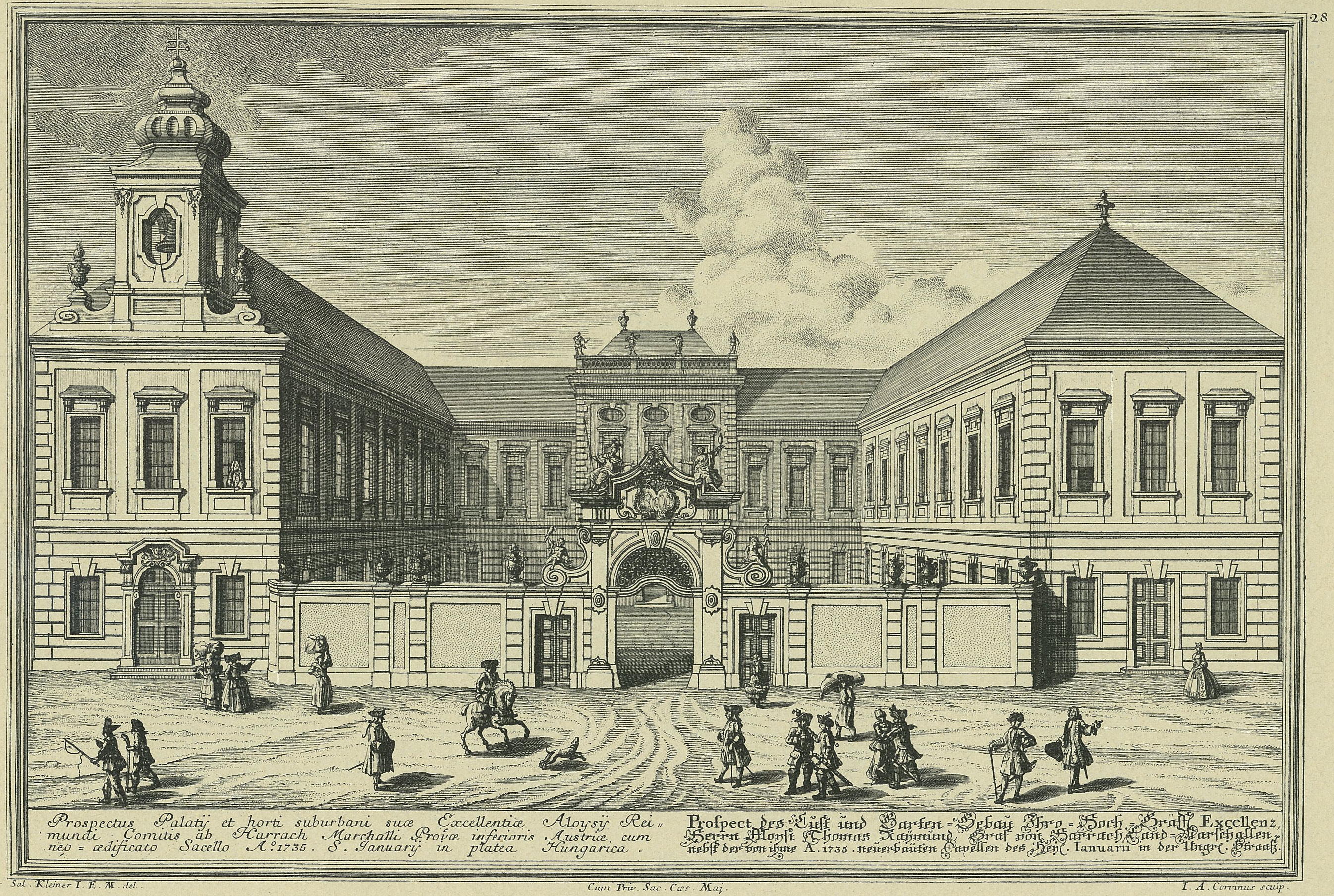
Gartenpalast Harrach Ungargasse
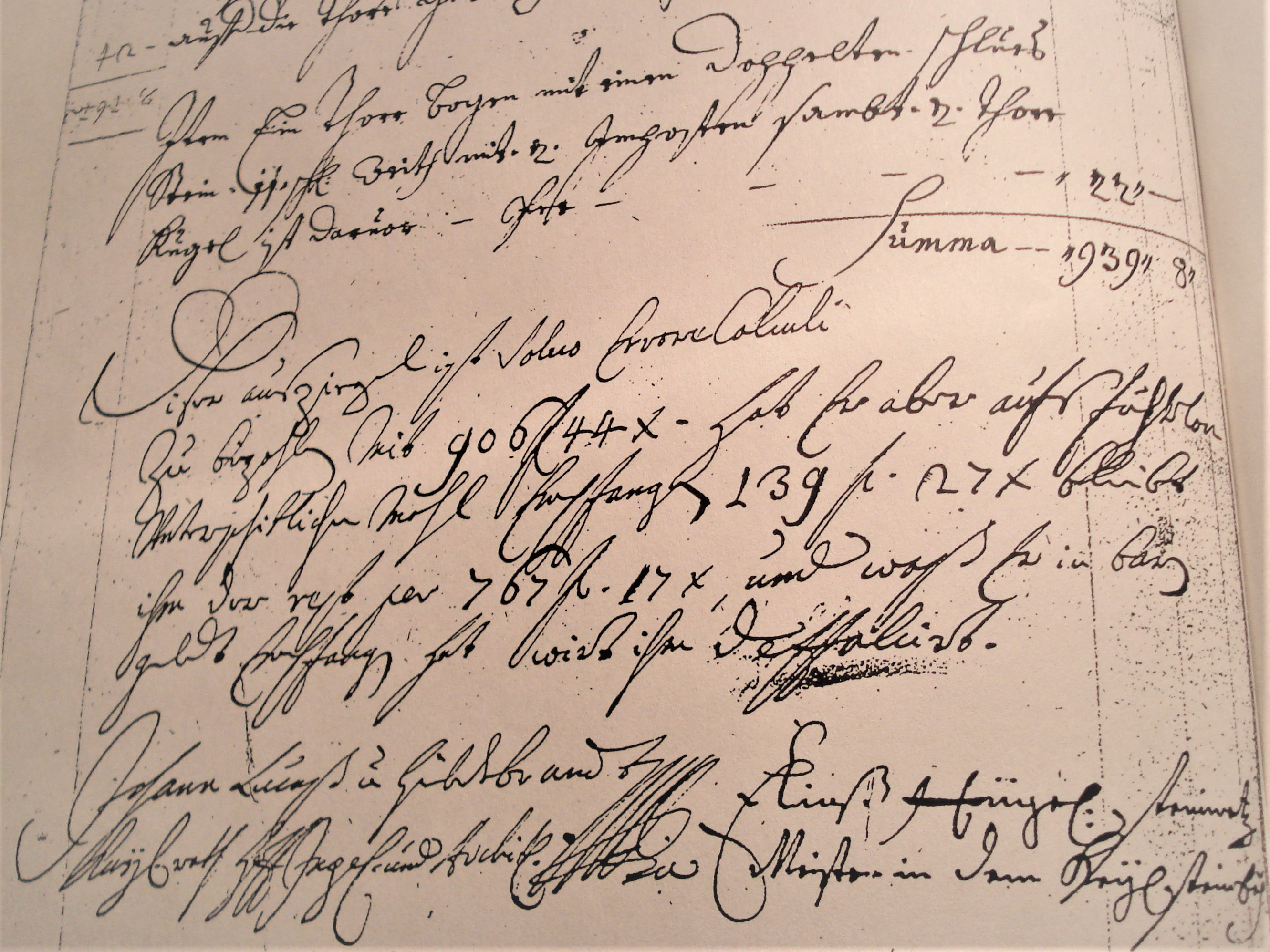
Rechnung 1730 Architekt Hildebrandt und Hügel

#### Stifter in der Wallfahrtskirche Loretto
Mai 1735 stifteten Elias Hügel und Catharina Unser lieben Frauen zu Maria Loretha in Hungarn ein Kapital von 800 Gulden. (Zum Vergleich: Fürst Esterházy mit 1.000 Gulden) Er besaß damals drei Steinbrüche, fünf Häuser und seine eigene Schmiede. Februar 1736 wurde Sohn Joseph Elias geboren.

### Richter von 1749 bis 1751
Als Nachfolger von Johann Baptist Regondi wählten ihn die Kaisersteinbrucher 1749 aus dem Dreier-Vorschlag des Stiftes ein zweites Mal zum Richter. Ende 1751, 70-jährig, resignierte er. Seine Mitmeister in diesen Jahren waren Johann Gehmacher, Andreas Kowalt, Maximilian Trumler, neuer Richter wurde Johann Michael Strickner von Eggenburg.

### Altäre

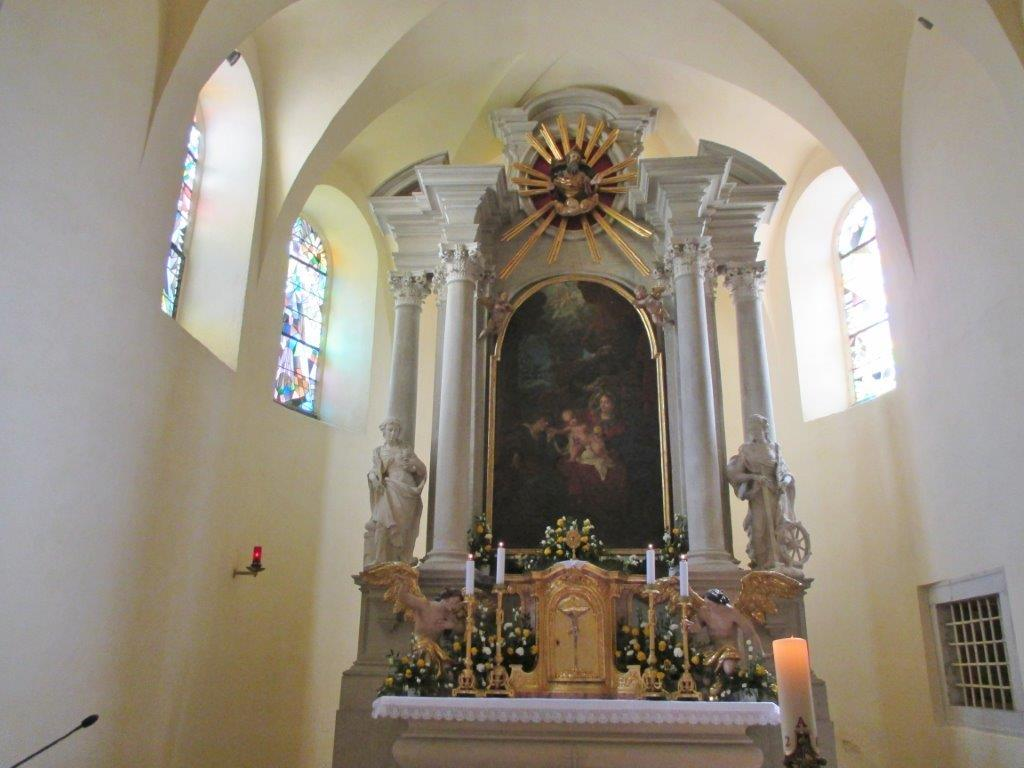
Kaisersteinbrucher Hochaltar
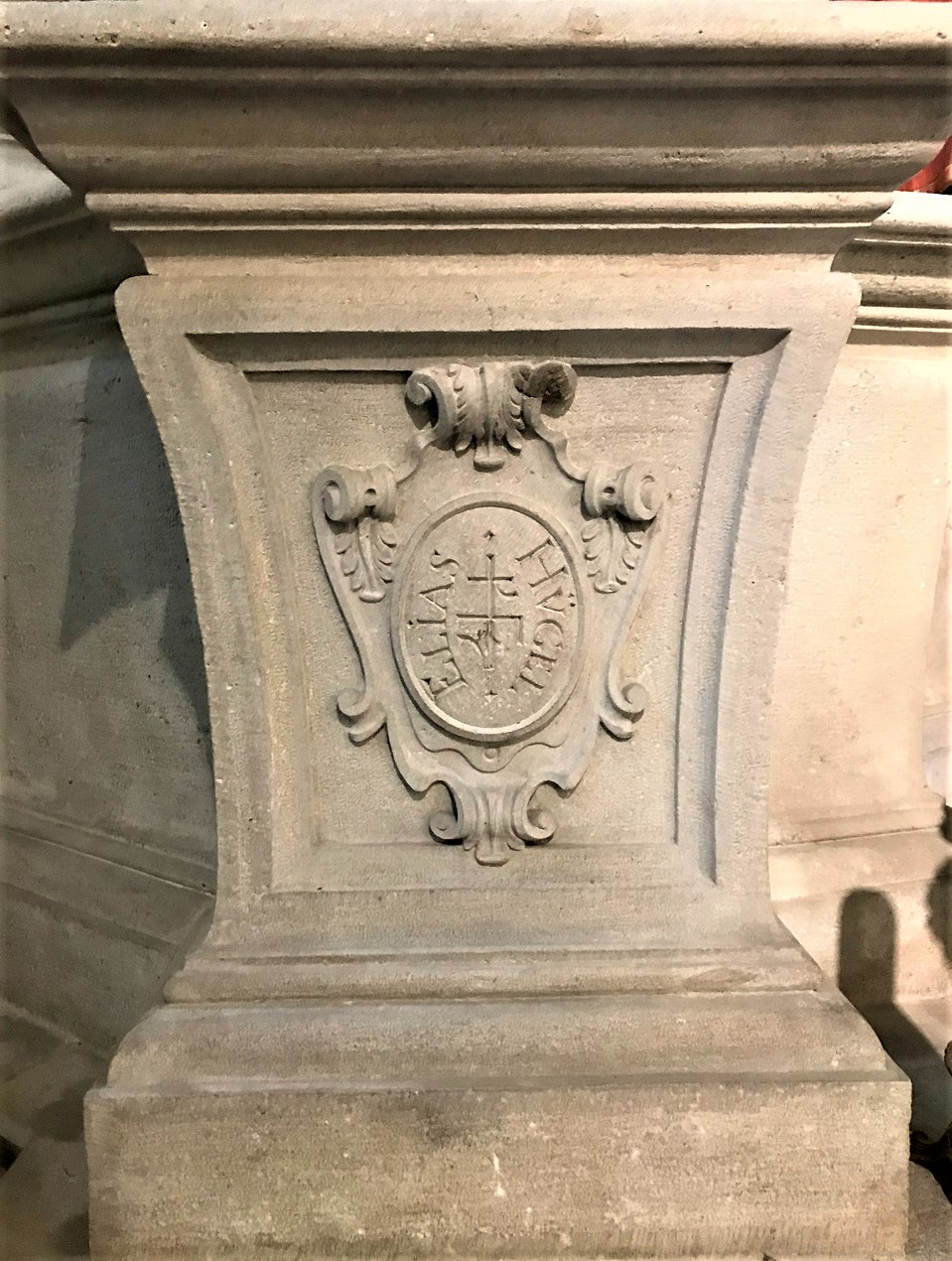
1738 Meister-zeichen
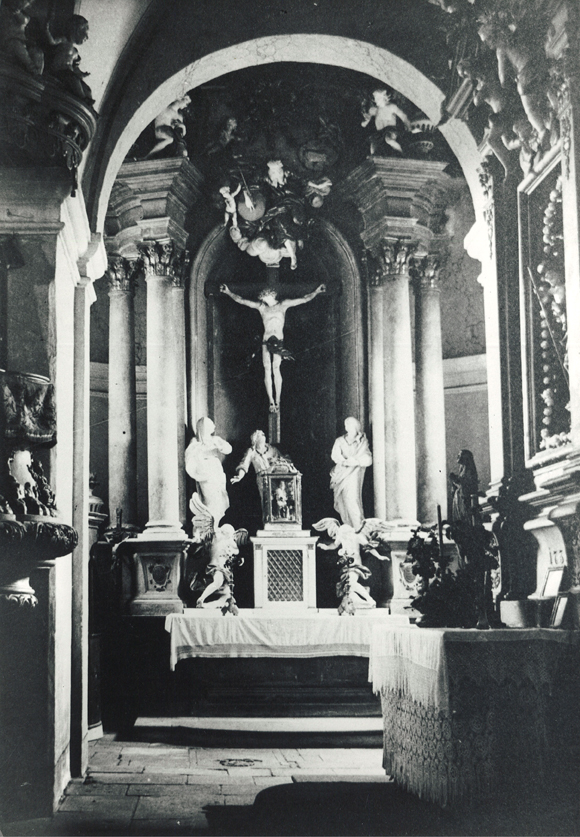
und hist. Kreuzaltar
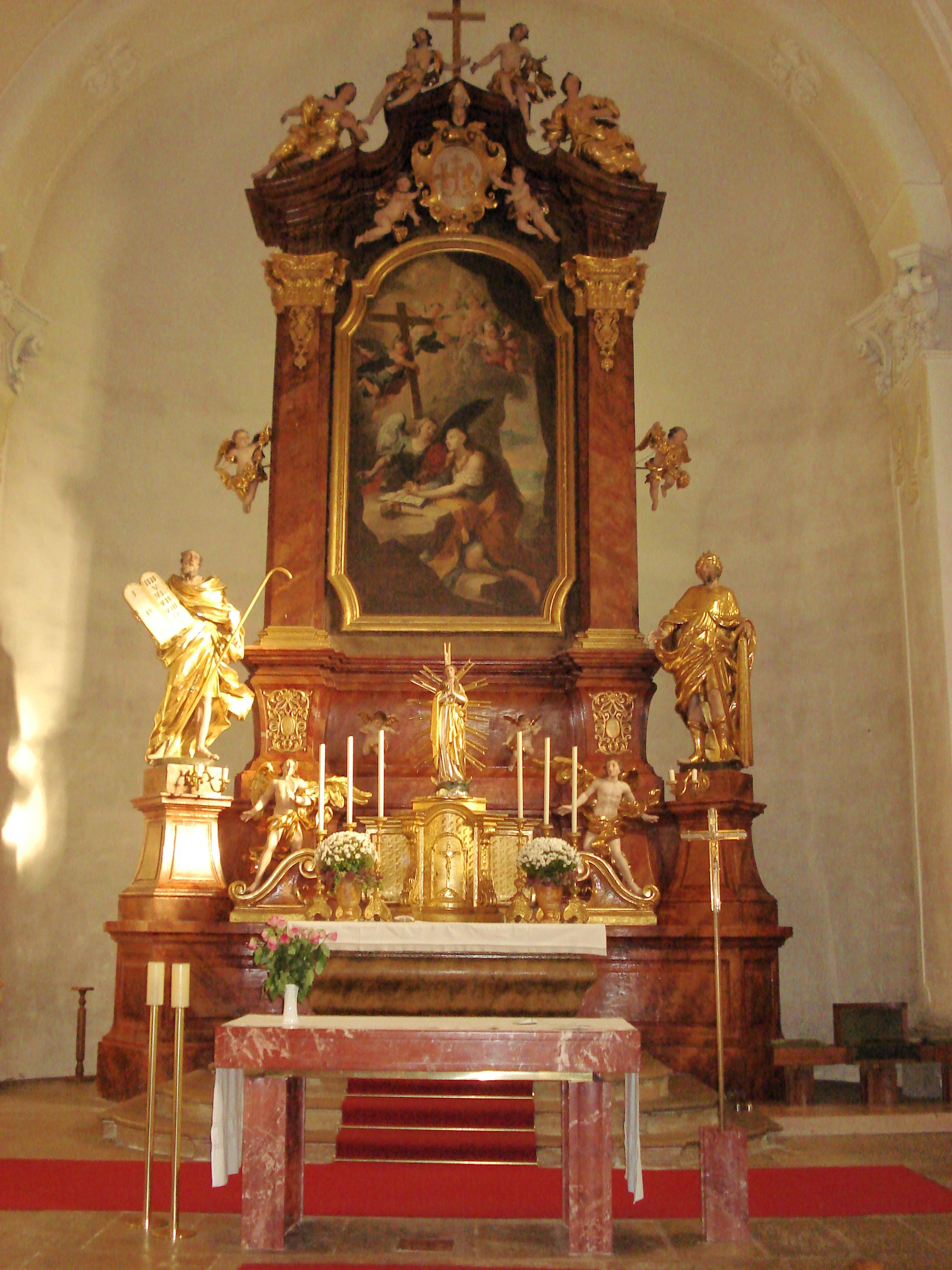
Mönchhof Hochaltar
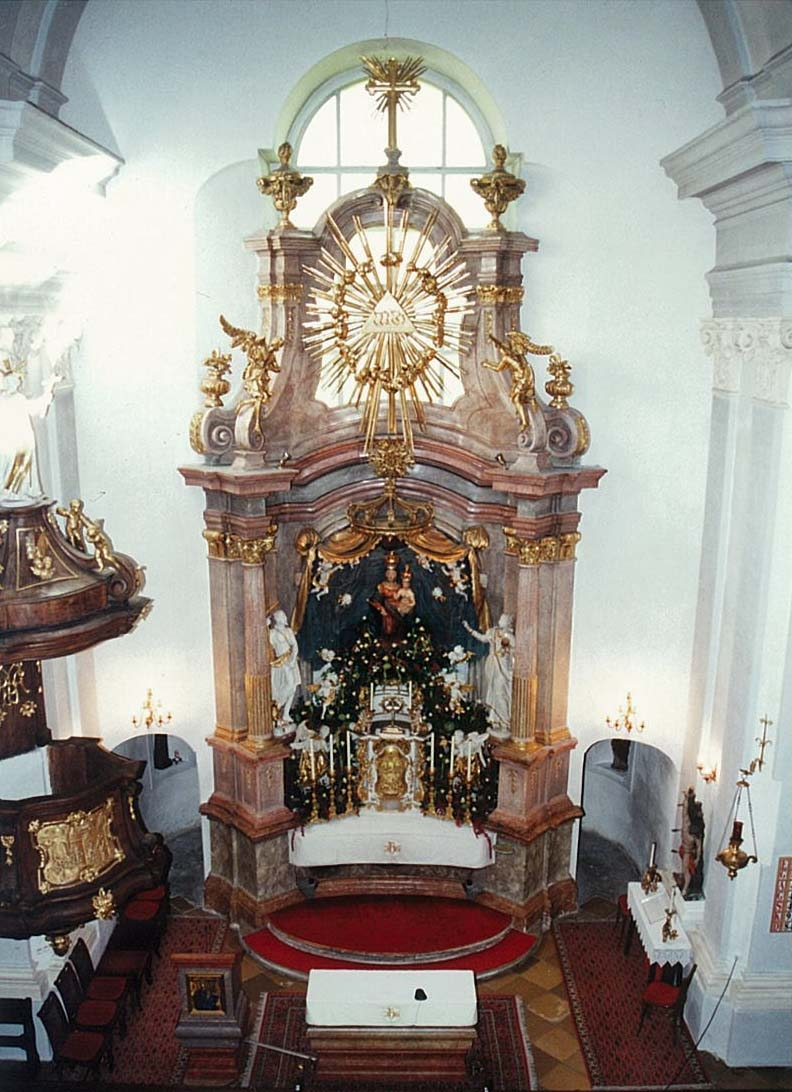
Stotzing Hochaltar

### Kirchenbaumeister

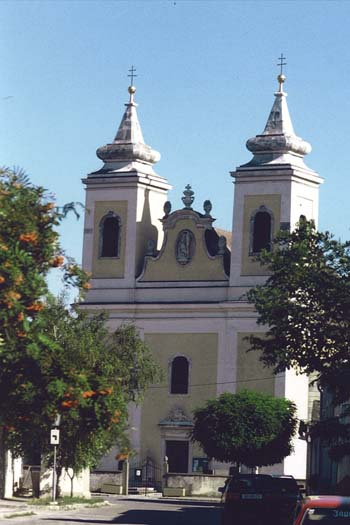
Kirche Winden
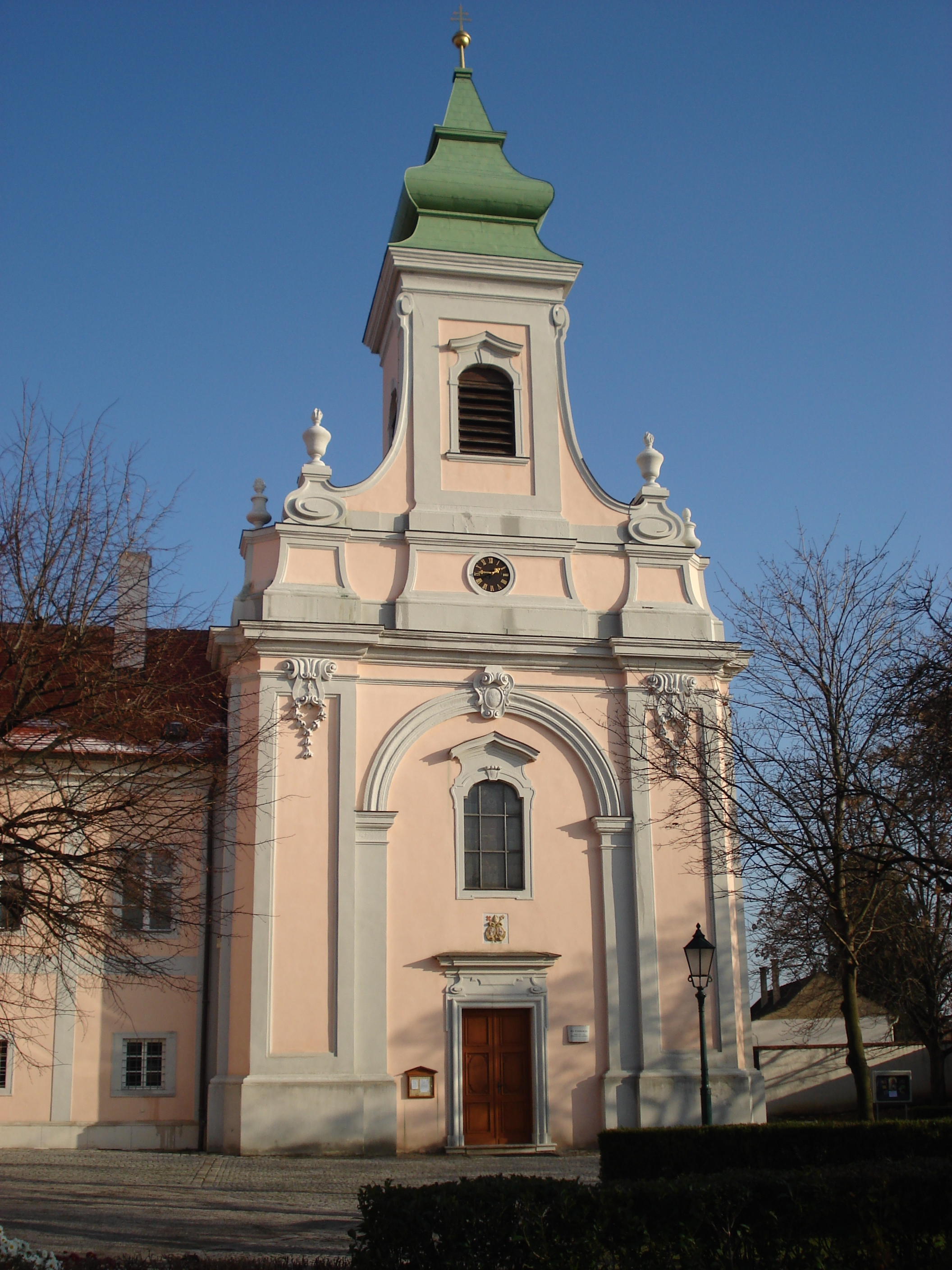
Mönchhof, Architekt?
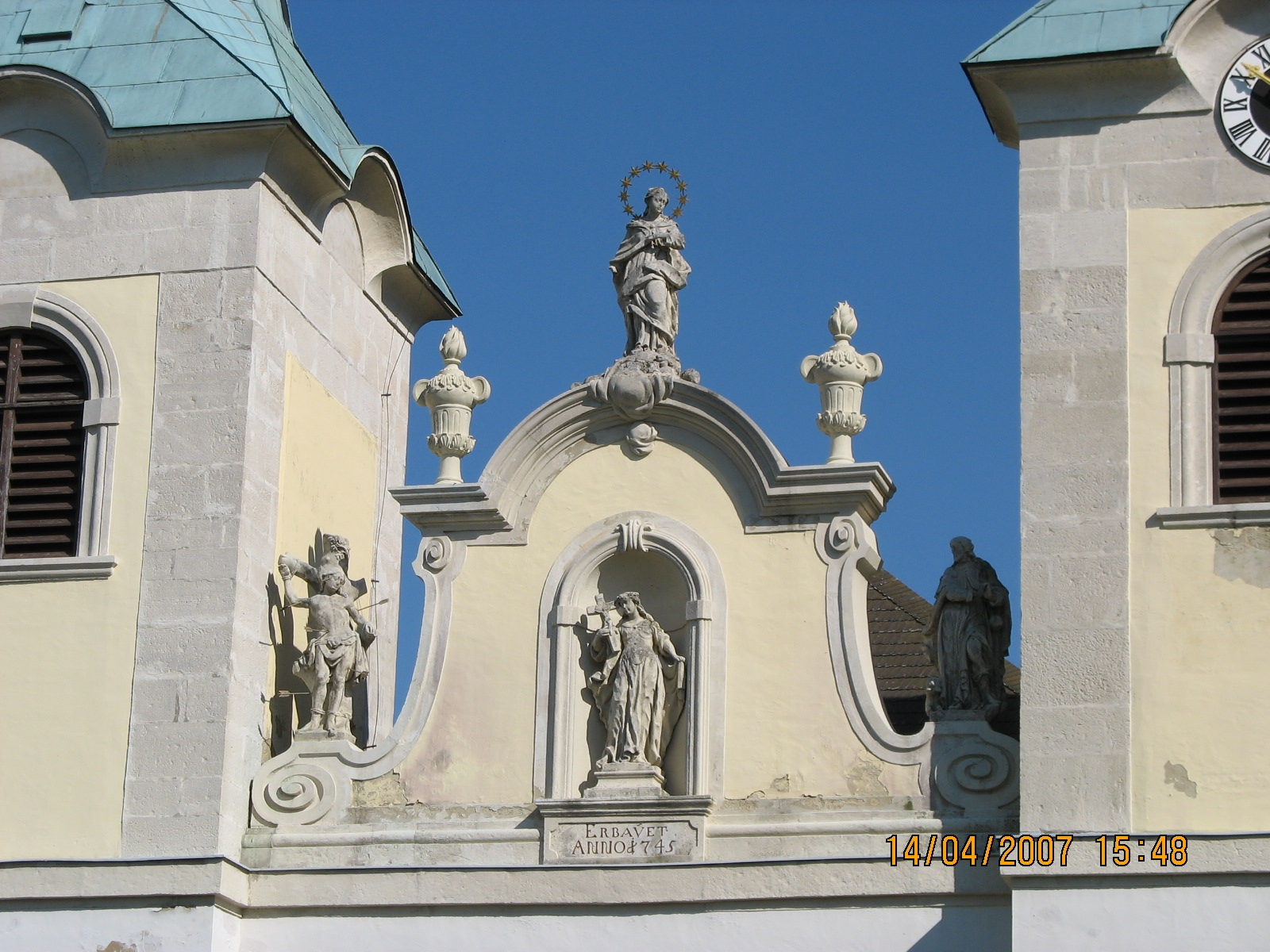
2. Kaisersteinbrucher Kirche, Rundgiebel 1745

Er entwickelte mit der Vorstellungskraft „seinen“ Altar, aus hartem weißem Stein. Die schlanken, seitlichen Säulen öffnen sich zu einem „Tor für den Menschen“, der sich die Gerechtigkeit erarbeitet und leiten den Blick zur Dreifaltigkeit. Die vergoldeten Kapitelle mit hochaufragenden Gebälk weisen direkt in den himmlischen Bereich.

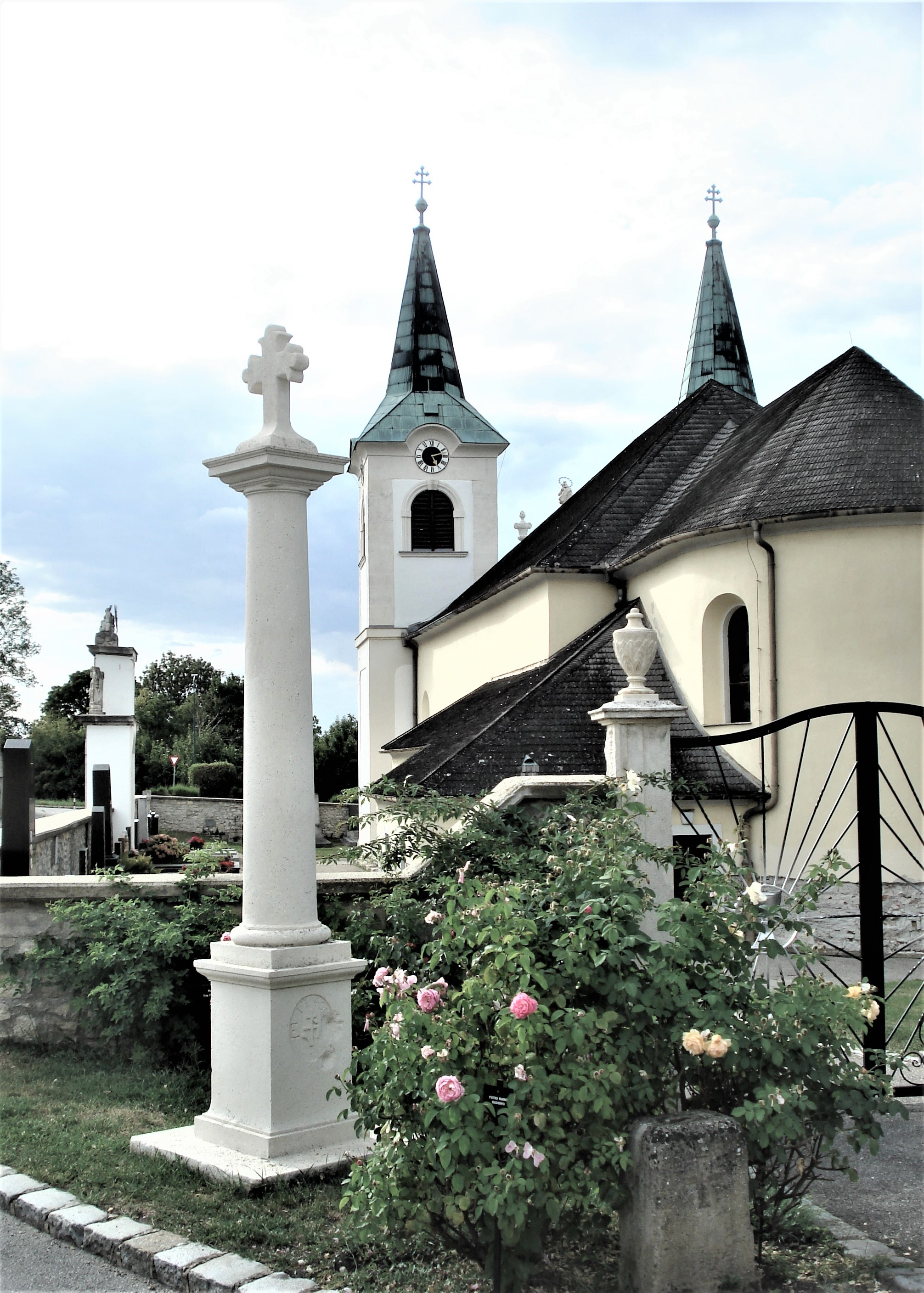
2017 Kirchenplatz Kaisersteinbruch

### Ehrensäule für Elias Hügel
Der herrschaftliche Verwalter im Schloss Königshof amtierte als Stellvertreter des Heiligenkreuzer Abtes und bestimmte im Steinbruch das Leben der Menschen. 1740, nach dem Tod des Verwalters Raymund Vitali errichtete die Bruderschaft um der Gerechtigkeit willen diese Elias Hügel-Ehrensäule, die in Resten vor dem Schloss Königshof stand, jetzt in restauriertem Zustand auf dem Kirchenplatz in Kaisersteinbruch.

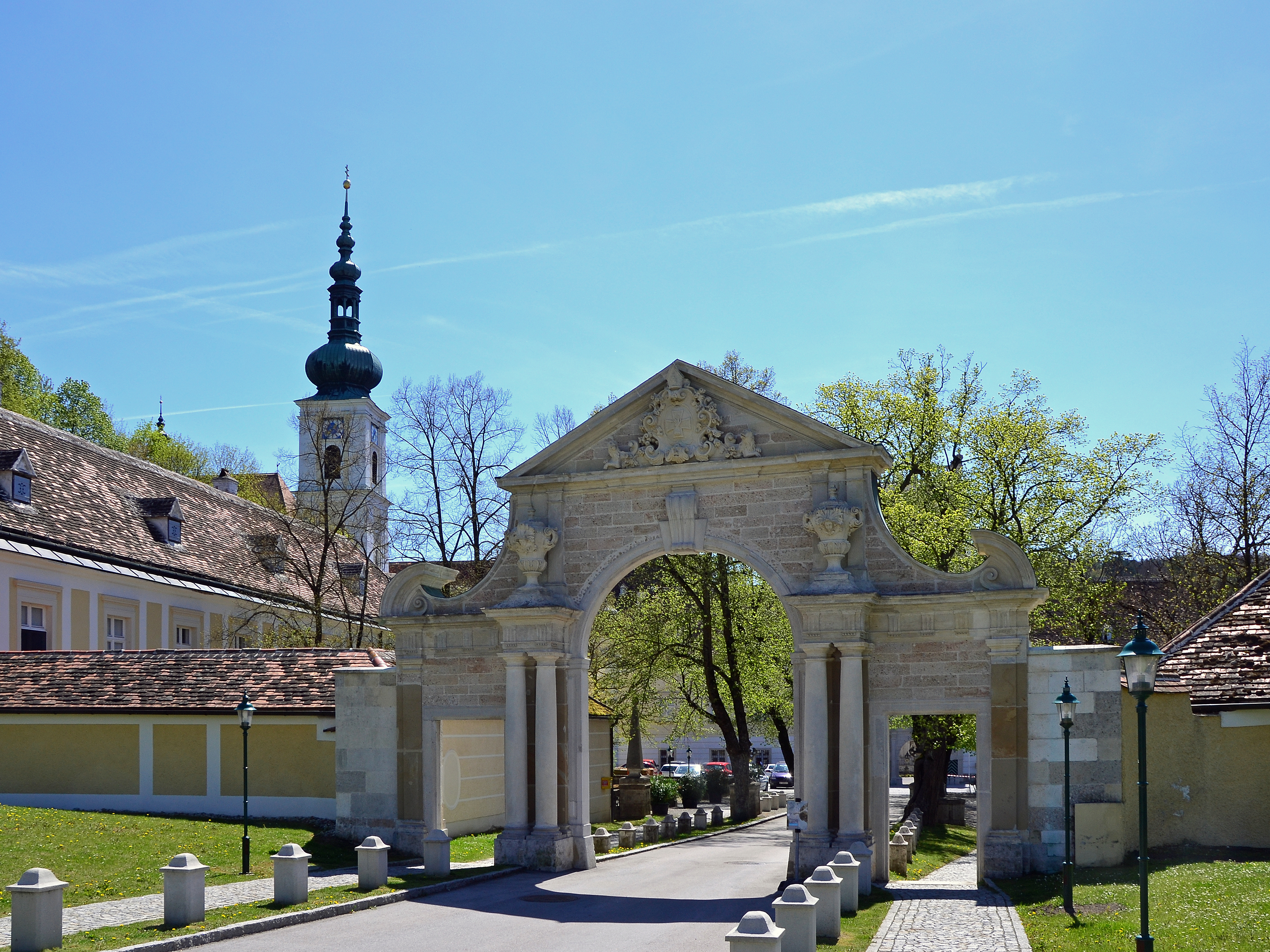
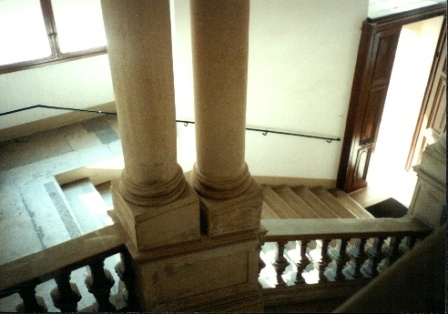
Hofburg Säulenstiege
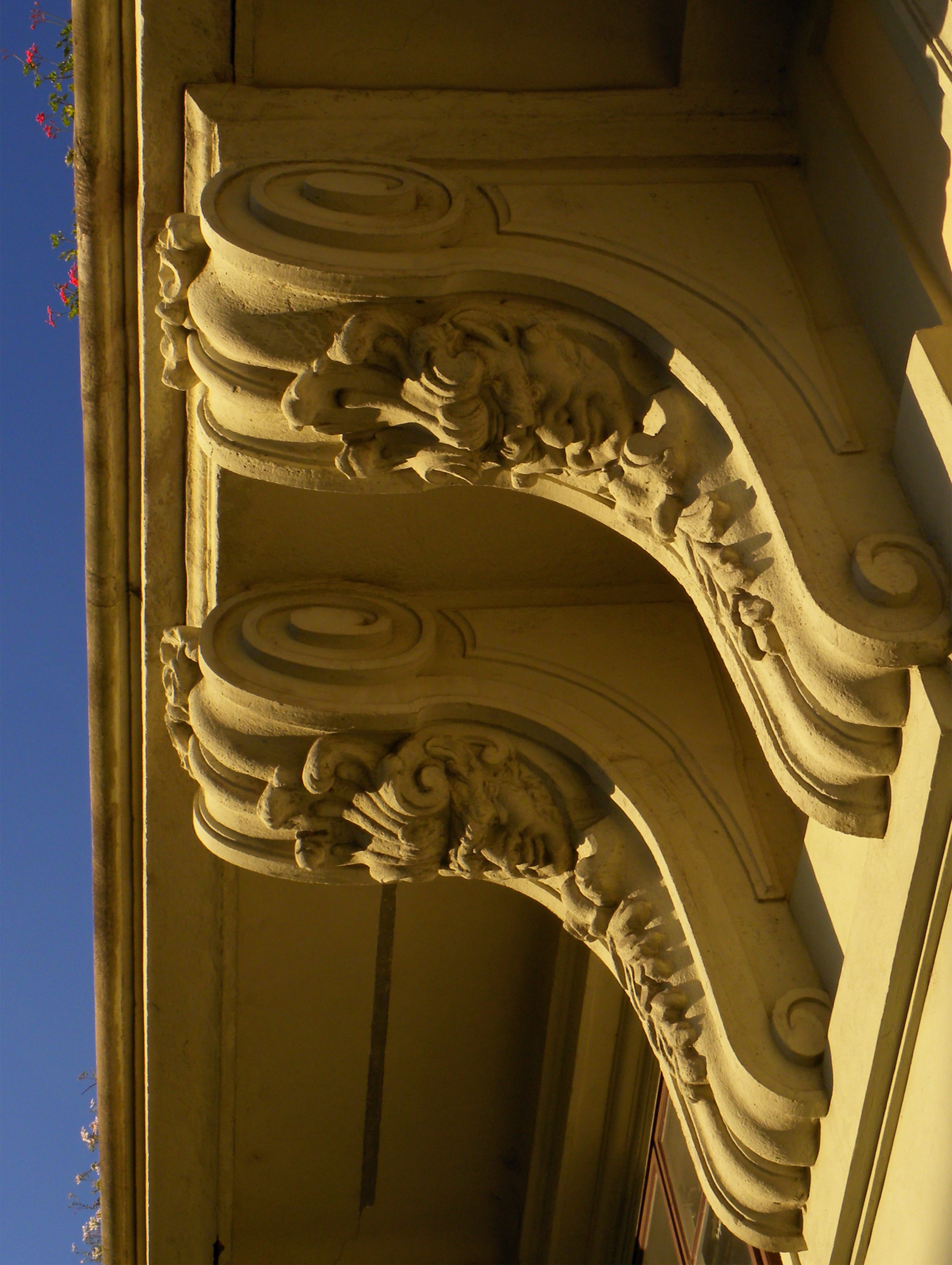
Hofburg, Altane

### Marienaltar der Pfarrkirche Stotzing

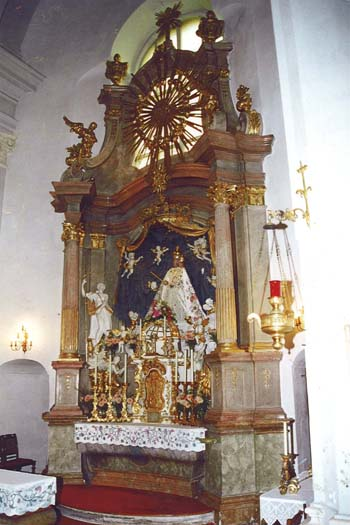
Hochaltar Stotzing

Pfarrkirche Stotzing: 1749 schuf Elias Hügel sein künstlerisches Testament, den Marienaltar der Wallfahrtskirche zu Stotzing. Die Kunsthistorikerin Ana-Maria Altmann schreibt: „In Sandstein gemeisselt und bichromatisch marmoriert, ist dieser Altar durch eine Bandbreite von phantasievollen Formulierungen gekennzeichnet. Illusionistische Effekte, wie der lichtdurchflutete Strahlenkranz, verleihen ihm (...) Feierlichkeit. Der Stotzinger Hochaltar ist der letzte (bekannte), sicher der ausgereifteste und noch zur Gänze erhaltene unter Hügels Altären.“

## Tod
Am 22. August 1755 starb Elias Hügel und wurde vor „seinem“ Kreuzaltar begraben. Die Seitenkapelle der Kaisersteinbrucher Kirche wurde zur Hügel-Kapelle, sein Epitaph, der von Maria Elisabetha, seiner ersten Ehefrau, sowie dreier Kinder sind dort befestigt. Witwe Catharina heiratete in Wien den adeligen Herrn Franz von Frid, Doctor Philosophiae et Medicinae.
Elias Hügel hinterließ ein Vermögen von ungefähr 50.000 Gulden. Um dieses Erbe wurde die nächsten zehn Jahre gestritten. Das Stift Heiligenkreuz forderte von der Witwe gerichtlich ausständige Geldbeträge. Zahlreiche Akten in den Archiven Mosonmagyaróvár und Stift Heiligenkreuz belegen das.

## Gedenken

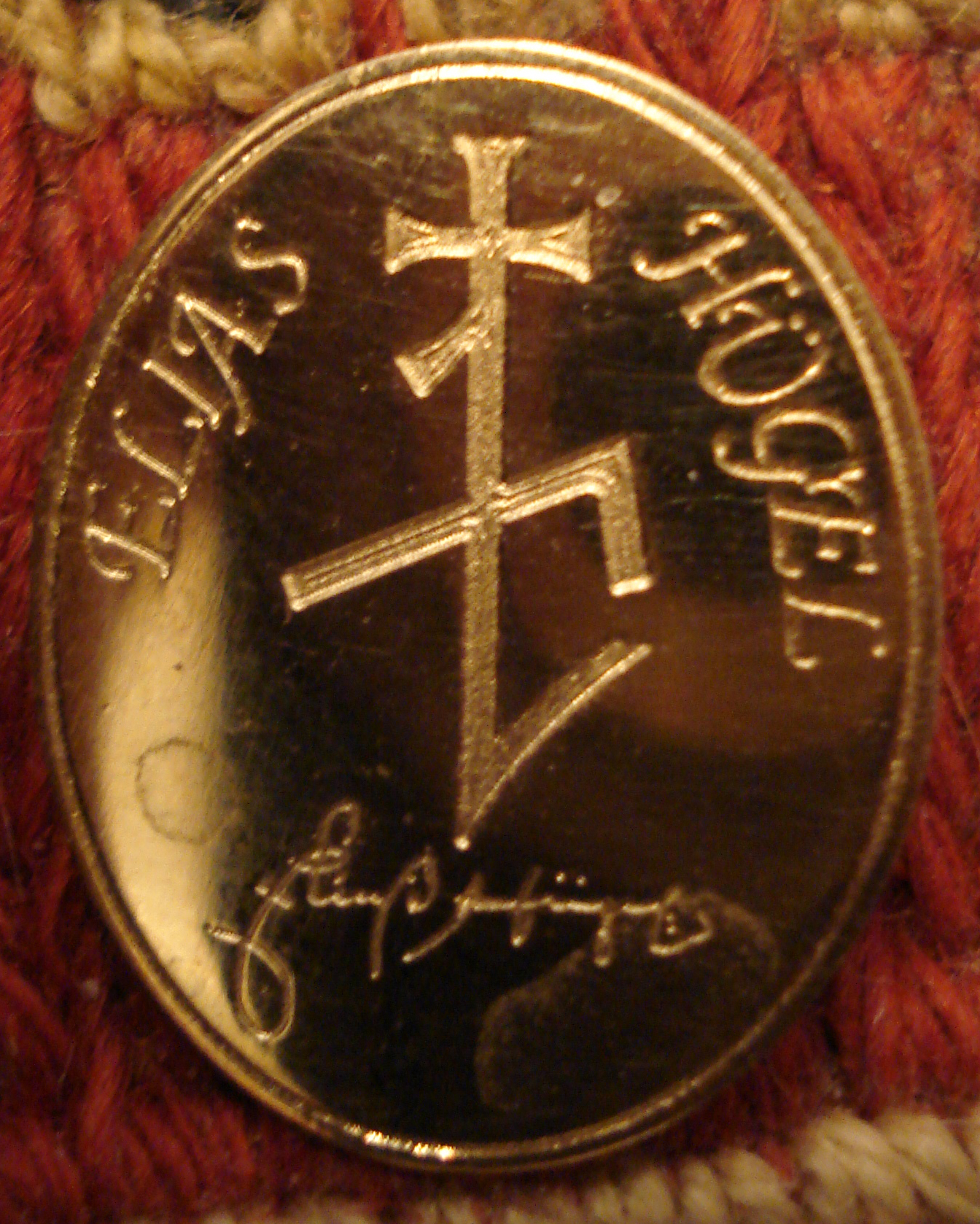
Elias Hügel-Ehrenzeichen

Das Bildhauersymposium Kaisersteinbruch des Jahres 1992 wurde ihm zu Ehren mit Elias-Hügel-Symposium bezeichnet. In Kaisersteinbruch gibt es die Elias Hügelgasse, in Winden am See die Elias Hygel-Gasse. Seine Geburtsstadt Gemünden am Main ließ 1996 am neu geschaffenen Elias-Hügel-Platz eine Ehrensäule vom ungarischen Bildhauer Ferenc Gyurcsek aufstellen. In der Pfarrkirche Kaisersteinbruch findet sich das Gemälde Apotheose des Elias Hügel der Künstlerin Raja Schwahn-Reichmann.

### Elias Hügel-Ehrenzeichen
Nach zehn gemeinsamen Vereinsjahren wurde den Mitarbeitern dieses Dankes-Zeichen überreicht. Bildhauer Alexandru Ciutureanu stellte Hügels Meisterzeichen dar.

### Weiteres
Das Steinmetzzeichen von Meister Hügel ist auf dem Kaisersteinbrucher Ortsstein des Bildhauers Alexandru Ciutureanu eingemeißelt.

## Werke
- 1713/1714: Dreifaltigkeitssäule Neusiedl am See
- 1715–1730: Wiener Karlskirche, anfangs mit Haresleben, 1716 Gesamtleitung im kaiserlichen Steinbruch, zuletzt Mitarbeit beim Hochaltar. Architekt Johann Bernhard Fischer von Erlach
- 1716: Unteres Schloss Belvedere, Architekt Johann Lucas von Hildebrandt
- 1720–1725: Oberes Schloss Belvedere in Wien, Gesamtleitung.
- 1720: Kaisersteinbrucher Kirche, Hochaltar, Bruderschaft
- 1721–1723: Palais Auersperg in Wien.
- 1723: Dreifaltigkeitssäule Sommerein
- 1724–1726: Kirche Winden, Kirchenbaumeister, Mäzen
- 1725–1729: Schloss Hof, Prinz Eugen. Steinmetzleitung
- 1726–1728: Wiener Hofburg, Reichskanzleitrakt. Auftrag Karl VI., Balkone, Kaiserstiege usw. Architekt Joseph Emanuel Fischer von Erlach

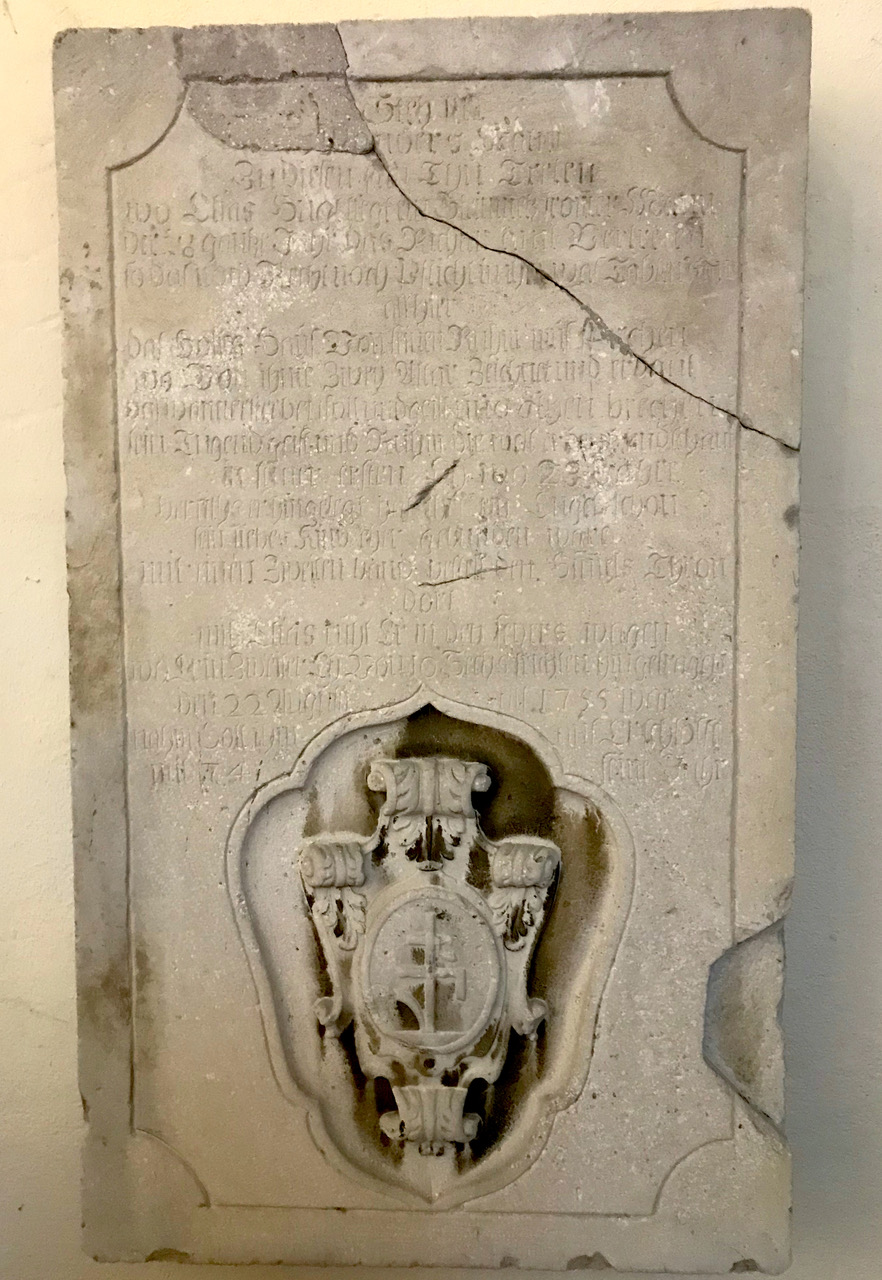
Epitaph 22. August 1755

- 1727–1735: Palais Harrach (Ungargasse),  mit seinem Stiefsohn Franz Trumler das kunstvolle Hauptportal, die Stufen der Hauptstiege sowie sämtliche Architektursteine, auch in der Gartenanlage.
- 1729–1732: Vermählungsbrunnen Hoher Markt in Wien, … Architektur vom Hofsteinmetz Hügel,[17] Bildhauer Antonio Corradini.
- 1729–1735: Stift Heiligenkreuz, Dreifaltigkeitssäule Heiligenkreuz, Kaiserstein für das untere und obere Postament, worauf die Säule steht. Obere Säule aus Lorettokalk von Johann Georg Deprunner. Entwurf und Bildhauerarbeit Giov. Giuliani.[18]
- 1729–1737: Pfarrkirche Mönchhof, Auftrag Stift Heiligenkreuz, Kirchenbaumeister + Hochaltar (mit Giuliani und Altomonte), Seitenaltäre nach seinem Plan.
- 1738: Kaisersteinbruch, in seiner Seitenkapelle ein Kreuzaltar und Steinmetzzeichen, rechts Marienaltar
- 1742: Altar in der Purbacher St. Anna-Kapelle
- 1745: Barockisierung und Erweiterung der Kaisersteinbrucher Kirche (2 Türme, Rundgiebel)
- 1745: Hofburg, Botschafterstiege, Auftrag Maria Theresia, Architekt Jean Nicolas Jadot de Ville-Issey
- 1745–1747: Stift Heiligenkreuz, Wiener Tor, Plan Franz Anton Pilgram
- 1746–1748: Hofburg, Säulenstiege, wie oben.
- 1749–1750: Marienaltar, Stotzinger Kirche, Auftrag Prior Servitenkloster, Hügels Plan, sein Alterswerk.
- 1752: Kaiserliches Hofbauamt, große Altane für den Leopoldinischen Trakt der Hofburg
- 1755: Sein Epitaph von ihm selbst gemeisselt